# .243 Winchester

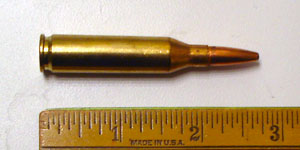
O cartucho .243 Winchester.

O .243 Winchester (6 × 52mm) é um cartucho de rifle esportivo bastante popular. Inicialmente projetado para tiro ao alvo e caça leve, pode ser usado para caça de animais como coiotes, cervos, porcos-espinhos e porcos selvagens, usando projéteis a partir de 90 grãos (5,83 gramas). O .243 Winchester é baseado em um estojo de cartucho .308 com a boca mais estreita. É muito popular para a prática de tiro ao alvo, silhueta metálica e tiro de longa distância, devido à sua grande precisão e baixo recuo.